# Ibiranu
Ibiranu fu il sesto re di Ugarit, una città-stato nella Siria nord-occidentale, e regnò tra il 1235 a.C. circa al 1225/20 a.C. circa. 
Era il secondogenito di Ammittamru II. Il fratello maggiore di Ibiranu ed erede al trono, Utri-Sarruma, decise di lasciare il regno quando il matrimonio di sua madre fu annullato, e Ibiranu successe al padre. Fu contemporaneo dei re ittiti Arnuwanda III e Tudhaliya IV. Come sovrano di uno stato vassallo degli Ittiti, il re era responsabile nei confronti del viceré che sedeva a Karkemiš.